# Blutige makedonische Hochzeit

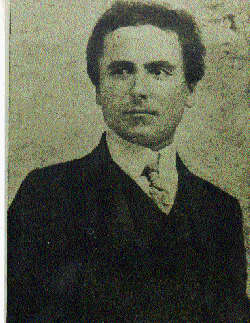
Wojdan Popgeorgiew Tschernodrinski

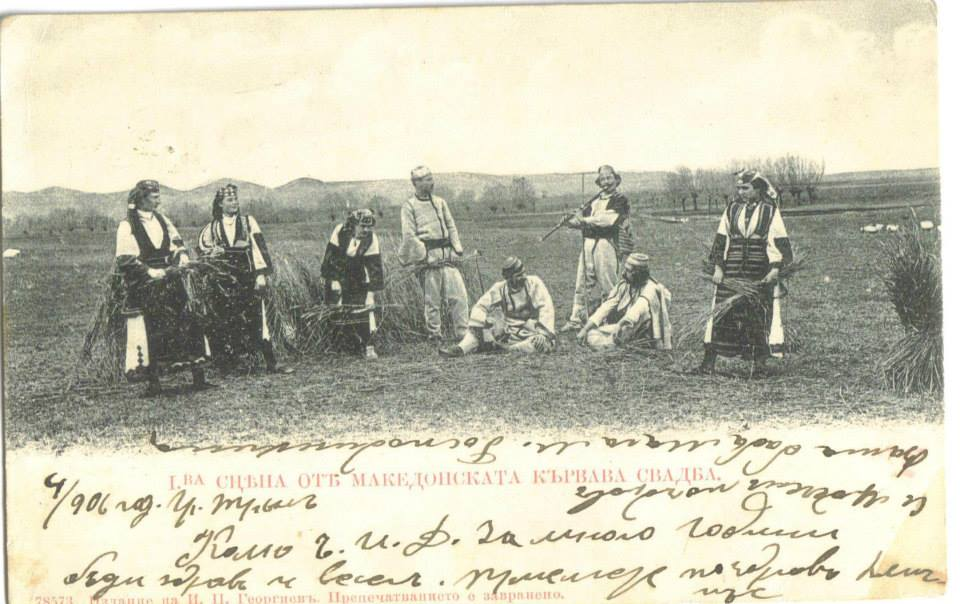
Szene aus dem bekanntesten Werk von Tschernodrinski Makedonska kărvava svadba (deutsch: Die blutige makedonische Hochzeit), vor 1906

Die blutige makedonische Hochzeit (Originaltitel Македонска кървава свадба Makedonska karwawa swadba, auch transkribiert als Makedonska karvava svadba) ist ein Theaterstück, eine Tragödie des bulgarischen Dramatikers und Schriftstellers Wojdan Tschernodrinski, welche am  7. November 1900 erstmals veröffentlicht und in den Theatern der bulgarischen Hauptstadt Sofia gezeigt wurde.

## Geschichte
Das Drama wurde im makedonischen Dialekt von Debar und in Standardbulgarisch geschrieben, was es zu einem der ersten Bücher macht, das hauptsächlich in einem makedonischen Dialekt geschrieben wurden, welcher jedoch zu der Zeit als bulgarischer Dialekt aufgefasst wurde. Laut Tschernodrinskis Neffen Arseni Jovkov, einem Revolutionär und Publizisten der Balgarski makedono-odrinski rewoljuzionni komiteti (IMRO), spielte das Drama eine entscheidende Rolle, um der lokalen Öffentlichkeit in Jugoslawien zu beweisen, dass makedonische Dialekte nicht Teil der serbischen Sprache sind, wie es dort behauptet wurde. Laut Jovkov waren diese Dialekte Teil des bulgarischen Dialektkontinuums, während die Werke seines Onkels die bulgarische Befreiungsbewegung in Makedonien widerspiegelten.
Das Stück erzählt die Geschichte einer jungen Frau namens Zweta, die von dem Bey entführt wird, der das fiktive Dorf Stradalovo regiert. Es folgt ihrem Widerstand, zum Islam zu konvertieren und ihrer Identität zu entsagen, zusammen mit der parallelen Revolte der Einheimischen gegen die Osmanen und deren Misshandlung der lokalen Bevölkerung. Tschernodrinski wurde inspiriert, das Stück zu schreiben, nachdem er die wahre Geschichte eines Mädchens aus Valandovo gelesen hatte, das von einem osmanischen Ağa von den Feldern entführt wurde.
Nach den Balkankriegen und dem Ersten Weltkrieg veröffentlichte Tschernodrinski die 3. Auflage (1928) des Stücks. Im Vorwort der Edition kommentiert er die historischen Veränderungen und vergaß nicht, die Relevanz des Materials zu erwähnen:

„Obwohl das Regime der alten Türkei in Makedonien durch zwei neue christliche ersetzt wurde – das serbische und das griechische –, hörten die Leiden der makedonischen Bulgaren nicht auf, sondern wurden im Gegenteil noch unerträglicher.“

Mitte der 30er Jahre veröffentlichte Aleksandar Shoumenoff, Inhaber des Ersten Bulgarischen Buchladens in Granite City, Illinois, USA, einen Teil der Werke von Tschernodrinski. Der Text wurde nicht ins Englische übersetzt, jedoch wurden seine Werke und Theaterstücke bei der makedonisch-bulgarischen Emigration populär. Während des Zweiten Weltkriegs und der anschließenden Annexion der Vardar banovina durch Bulgarien (1941–1944) organisierte Wojdans Schauspieltruppe dortige Auftritte.
Heute gilt die blutige makedonische Hochzeit in Nordmazedonien als eines der wichtigsten Werke der mazedonischen Literatur. Es erhielt zahlreiche Bühnenadaptionen und wurde 1924 in Bulgarien als Oper, 1967 in SFR Jugoslawien als Film und 2012 in Nordmazedonien als Musical adaptiert. Das Stück gilt auch als Teil der bulgarischen Theatergeschichte. Nach dem Tod von Popgeorgiew wurde seine Nationalität in der damaligen SR Mazedonien umgedeutet (siehe Gründungszeit der SJR Mazedonien) und er wurde durch die kommunistische Machthaber zu einem ethnisch mazedonischen Schriftsteller erklärt, der den Grundstein des mazedonischen Theaters gelegt hatte. Das Drama Die blutige makedonische Hochzeit wurde 1953 in die neu kodifizierte mazedonische Sprache transkribiert. Überall im Text, wo das Wort „bulgarisch“ verwendet wurde, wurde es durch „christlich“ oder „mazedonisch“ ersetzt. Alle anderen Texte, außer den Gesprächen zwischen den Charakteren, die ursprünglich auf Bulgarisch verfasst wurden, wurden ins Mazedonische und ohne Bulgarienbezug übersetzt. Noch heute sind in Nordmazedonien seine Werke, wie von weiteren makedonischen Bulgaren, ausschließlich in der von den Kommunisten zensurierten Nicht-Originalfassung zugelassen und er selbst wird ausschließlich als Mazedonier geehrt.

## Beispiele der Verfälschung des Werks
| Act/Scene/Appearance | Original mit deutsche Übersetzung                                                                                               | Mazedonisch mit deutsche Übersetzung                                                                                |
| -------------------- | --- | --- |
| Charaktere           | Кърста, Петкана — Потурчени българки. Krsta, Petkana: islamisierte Bulgarinnen                                                  | КРСТА, ПЕТКАНА – потурчени рисјанки: Krsta, Petkana: islamisierte Christinnen                                       |
| 1/1/IX               | Всички българи. Alle Bulgaren.                                                                                                  | Сите: Alle |
| 1/1/IX               | Българитѣ впущатъ се къмъ турцитѣ. Die Bulgaren attackieren die Türken                                                          | Македонците се нафрлуваат на Турците. Die Mazedonier attackieren die Türken                                         |
| 2/IV                 | Консулата Сърбски, за да кажуваатъ, оту са Сърби, а не Бугари. Das serbische Konsulat sagt, sie seien Serben und keine Bulgaren | Консулата српски, за да кажуваат оту са Срби. Das serbische Konsulat sagt, sie seien Serben                         |
| 3/III                | (Влизатъ: Кърста и Петкана, потурчени българки). Eintreten: Krsta und Petkana, islamisierte Bulgarinnen                         | (Излегуваат. По малку влегуваат Цвета, Крста и Петкана) Verlassen. Nach einer Weile kommen Zweta, Krsta und Petkana |
| 3/IV                 | Еле той бугаринотъ, комита... Vor allem der Bulgare, der Rebell                                                                 | Еле, тој ѓаур комита Vor allem der Ungläubige, der Rebell                                                           |
| 3/V                  | Не, ние бугарки сме се родиле, мори сестро. Nein, wir sind Bulgarinnen seit der Geburt, Schwester                               | Не, ние рисјанки сме се родиле, мори сестро. Nein, wir sind Christinnen seit der Geburt, Schwester                  |
| 3/V                  | Бугарки сте се родиле?! Ihr seid seit der Geburt Bulgarinnen?!                                                                  | Рисјанки сте се родиле?! Ihr seid seit der Geburt Christinnen?!                                                     |
| 3/V                  | Бугарки, бугарки бевне, мори сестро. Bulgarinnen, Bulgarinnen waren wir, Schwester                                              | Рисјанки бевме, мори сестро. Wir waren Christinnen, Schwester                                                       |
| 3/V                  | Бугарки бефме, ама не потурчиле! Wir waren Bulgarinnen, wurden aber islamisiert!                                                | Ама не потурчија! Wir wurden islamisiert!                                                                           |
| 3/V                  | Бугарки бефме, а сега туркини, пусти робони. Wir waren Bulgarinnen, und nun Türkinnen, arme Sklavinnen.                         | Рисјанки бевме, а сега Туркини, пусти робинки. Wir waren Christinnen, und nun Türkinnen, arme Sklavinnen.           |
| 3/V                  | Бугарки бефме, мори сестро, бугарки верувайне. Wir waren Bulgarinnen, Schwester, Bulgarinnen, glaube uns.                       | Не мори сестро, верувај, не. Nein Schwester, glaube uns, nein.                                                      |
| 3/V                  | Ако вие бефте бугарки... Wenn ihr Bulgarinnen wärt                                                                              | Ако вие не бевте Туркини... Wenn ihr nicht Türkinnen wärt                                                           |